# Atayal

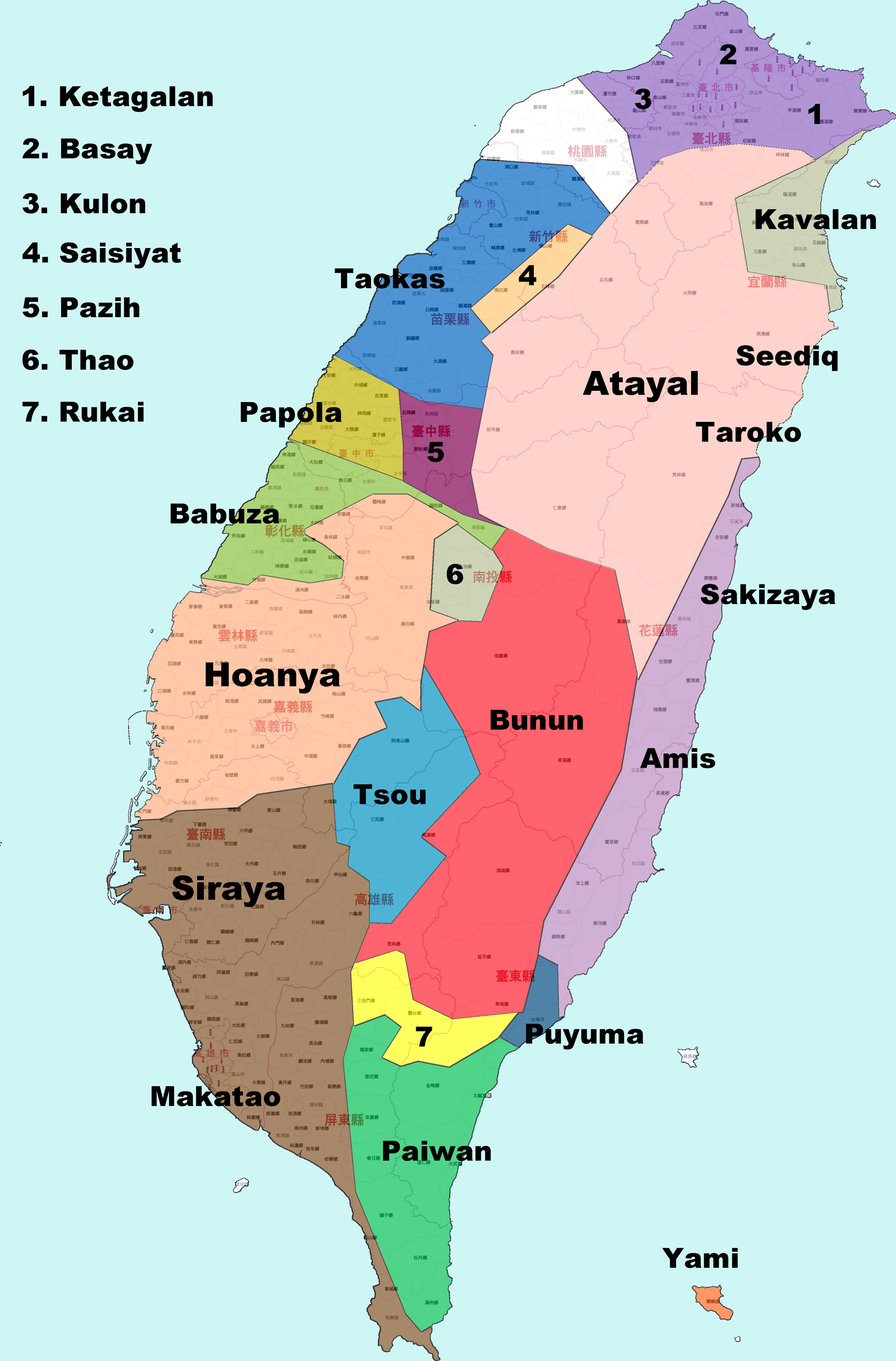
Distribuzione delle etnie indigene di Taiwan.

Gli Atayal (in cinese: 泰雅), anche chiamati Tayal e Tayan, sono una delle tribù aborigene taiwanesi. Nel 2000 la popolazione ammontava a 91.883 persone pari a circa il 23.1% della popolazione aborigena di Taiwan (secondo gruppo più numeroso).
Il significato di Atayal è "persona genuina" o "uomo coraggioso".